# Ramádi csata (2014–2015)
A ramádi csata, más néven Ramádi eleste 2014-ben és 2015-ben az Iszlám Állam Anbár kormányzóság megszerzéséért folytatott harcainak egyik része volt. Az iraki kormánynak egy régebbi sikeres támadásának köszönhetően Ramádit még sikerült megőriznie. Az ostrom 2014 októberben kezdődött, és az iszlamisták 2015. május 14-én foglalták el az utolsó kormányzati épületeket is. 2015. május 17-én bejelentették, hogy az iraki hadsereg és annak különleges osztagai elhagyták a várost.

## Előzmények
Ramádi Anbár kormányzóság központja és Irak egyik legnagyobb városa. Részben az anbári összetűzések kezdetekor elfoglalta már a várost az Iszlám Állam és annak szövetségesei. Egy ellentámadás alatt 2014. februárban az iraki kormány részben. márciusra pedig teljes egészébe vissza tudta szerezni a terület fölötti ellenőrzést. Májusban az Anbári rendőrség vezetője megerősítette, hogy a várost teljesen az ellenőrzésük alatt tudják tartani.
Később azonban visszatért az Iszlám Állam (ISIL), és 2014 októberében már megjelentek a városban. Október 16-án a helyi szervezetük, a "Wilayat Anbar" a ramádi ottlétüket bizonyító fényképeket jelentetett meg. Állításuk szerint a város 60%-át, valamint déli körzeteinek többségét, északi és nyugati határvidékét ellenőrzésük vagy ostrom alatt tartják.

## A csata

### Az ISIL támadása és az iraki kormány ellentámadása
Az ISIL először keletről és nyugatról kezdte meg Ramádit támadni. Al Shujairiya falut elfoglalták, és tüzelni kezdtek egy, a város központjában álló kormányzati épületet. Ágyúkkal is céloztak a belvárosra, valamint a kormányerők gyengítése érdekében autóba rejtett bombákat is bevetettek. A biztonsági erők és a törzsi harcosok ellentámadásba lendültek, így sikerült megfékezni az ISIL térnyerését. Az összecsapásokban 20 katona halt meg. Az irakiak erősítést kértek, és tovább folytatódtak a városban az összecsapások.
Másnap az iraki katonaság ellentámadást indított, hogy visszaszerezzék az elvesztett területeket. Legfontosabb célpontjuk a pénteken elvesztett Sijariya visszaszerzése volt. Egy kormánytisztviselő azt mondta, a harcok folytatódtak, és mindkét fél aknavetővel lőtte a másikat.
Az iraki erők ellentámadása alatt további 25, az albu fahd törzshöz tartozó ember holttestét találták meg Ramádi keleti külvárosában, akiket szintén az ISIL végzett ki. Sheikh Rafie al-Fahdawi törzs egyik vezetője szerint még több áldozatot szedhettek. Bár a Ramádit Habbánijjával összekötő országutat az ISIL tartotta az ellenőrzése alatt, a katonaság tankokkal fedezte az itt harcoló törzsieket.
A heves harcok november 23-án sem csitultak. A regionális kormánynak és a biztonsági szolgálatnak helyet biztosító kormányzati komplexumtól nagyjából 300 méternyire folytatódtak az összecsapások. A helyi hatóságok szerint 37 ember halt meg a harcokban.
November 24-én a jelentések szerint az ISIL a város központjától már csak mintegy 150 méternyire volt. A védekezők 5 repülőgéppel fegyverek formájában erősítést kaptak, melyek Ramádi kormánykézen lévő részre érkeztek meg. Az eddigi leghevesebb harcokra a város központjában került sor, ahol a kormányzati központ még mindig iraki kézen volt. Az ISIL elfoglalta a Dulaimi törzs vezérének lakóházát, és később ezt használták a támadások kiindulóhelyéül. Egy kormányzati tisztviselő így nyilatkozott: "az ISIL kelet felől eljutott Ramádi középső részig, és ellenőrzésük alatt tartják al-Mu'allimin körzetét és a központ Haouz körzetét." A hátrálás ellenére az iraki nyilatkozatok szerint a pillanat nekik kedvez, és a koalíciós erők légi támogatásával sikerült kiszorítaniuk a militánsokat a városközpontból és elfoglaltak egy stratégiai katonai utánpótlási vonalat. A keleti külvárosokban azonban folytatódtak az összetűzések.
November 25-én az ISIL a Twitteren egy fotósorozatot tett közzé a ramádi harcokról. Voltak köztük olyanok is, melyeken az látszott, ahogy az irakiaktól M113-as tankot szereznek meg, és ezzel támadják az iraki valamint a törzsi csapatokat.
Az iraki hadsereg jelentése szerint visszavertek egy ISIL-támadást, melyet a kormányzati központ ellen akartak indítani, és a milicisták számottevő veszteségeket szenvedtek el. Törzsi és légi támogatással több más helyszínen is visszaszorították az ISIL-t. Előretörésről a másik oldal is beszámolt, ugyanis előző éjszaka támadást indítottak az Oktatási Központ ellen, és 20 méteres körön belülre kerültek. Az Anbári Kormányzóság Hivatala olyan közleményt adott ki, mely szerint a város 24 órán belül teljesen az ISIL kezére juthat. Hamid Shandukh ezredes azt mondta, a kormány serege megvédi az erődítményt, Anbár kormányzóság kormányzója szerint pedig "Anbár eleste az egész Irak elestét jelenti. Rövidesen Anbárban leszek, hogy a biztonsági erőkkel és a törzsekkel a helyszínen harcoljak".

### Ramádit tovább ostromolja az ISIL
November 29-én folytatódtak a heves összetűzések, ezúttal leginkább al-Hoz, Muallimin, és Bakr kerületekben. Egy rendőrségi vezető szerint a harcok órákon át folytak, a törzsi vezetők pedig visszafoglalták az al-Hoz körzetbe vezető bejáratot. Hozzátették, hogy amennyiben folytatódik a légi támogatás, egész Ramádit vissza tudják szerezni.
December 2-án ismét visszaszorították az irakiak a városból a ISIL-t. A milicisták három irányból próbáltak meg előrehatolni, de az északnyugati Abu Risha törzs tagjai visszaverték az ostromot. Az összecsapásban az ISIL 10, az irakiak 2 embere halt meg. Sikerült megakadályozni, hogy a kormányzati komplexumot elérjék a támadók. Ennek legfontosabb okai a folyamatos légi támadás és a megerősített biztonsági intézkedések voltak. Kormányzati jelentsek viszont arról szóltak, hogy megszűntek a légicsapások. Amerikai tájékoztatás viszont arról számolt be, hogy Ramádi környékén eltaláltak egy katonai osztagot, és megsemmisítettek egy harckocsit valamint egy taktikai egységet.
December 6-án az iraki hadsereg az ISIL több, a kormányzati komplexum elfoglalására irányuló támadását is visszaverte.
December 8-án az Iraki Hadsereg nagy előretörésről számolt be az Amnári kormányzóság területén. Jelentésük szerint 300 ISIL-katonát öltek meg Ramádiban. Előretörtek Huz és Sajariyah körzetekben. Ezt Anbár kormányzóság rendőri vezetőjének nyilatkozata is megerősítette, mely szerint a koalíciós légitámadásokban több, az iszlamisták kezére került járművet is szétlőttek.
December 9-én az albu nimr törzs vezetője azt mondta, már csak öt napig tudnak harcolni, mert fogytán vannak az élelmiszernek és a lőszereknek. Egy törzsi vezető szerint inkább őket kellene támogatnia a kormánynak, és nem az Egyesült Államokat. A szórványos lövöldözések később is folytatódtak. Egy iraki jogász arra figyelmeztetett, hogy az ISIL sok embert gyűjtött össze Ramádi körülkerítésére és megtámadására. Előző éjszaka pedig megostromolták a kormányzati komplexumot. Szerinte a harcok annak ellenére folytatódnak majd, hogy a támadást visszaverték.
December 10-én az Anbári kormányzóságban kialakult humanitárius helyzetet kritikusnak minősítették. Az ISIL egy újabb sikertelen támadást intézett a kormányzati központ ellen, ahol 15 harcosuk meghalt. Ekkor a lőszer és az utánpótlás hiánya miatt ismét fellángoltak azok a félelmek, hogy Ramádi hamarosan az ISIL kezére jut. A város déli körzetében az ISIL egy ausztrál katonáját ölték meg.

### Az ISIL előretörése
December 11-én Ramádi körül több helyen is tűzpárbajt vívtak. A vidéki területeken, a 6. Ezred bázisához közel egy meglepő járművet robbantottak fel. A robbanásban a biztonsági erők több tagja meghalt. Ezután az ISIL ostromba kezdett, és két oldalról közrefogták a bázist. Ramádi más részein az ISIL megpróbált betörni Hawz körzetébe, de a biztonságiak ezt meggátolták. Részben sikerült a támadást visszaverni, de a város egyes részeit így is megszerezte az ISIL. Másnap az irakiak sikertelenül próbálták meg visszafoglalni a környékbeli egyik jelentős várost, Hítet. Erre válaszul az ISIL ellentámadásba kezdett, melyben megszerezte a Ramáditól nyugatra fekvő területeket.
December 12-én a RAF Tornado GR4 őrsének légi támogatásával az iraki hadsereg Ramádi környékén megtámadta az ISIL-t, és számos tüzelőállást, valamint egy harci járművet és két tankot megsemmisített.
Ugyanakkor Sheikh Naeem al-Ku’oud, Anbár egyik törzsi vezetője szerint az ISIL 15 falut foglalt vissza Anbárban, amiket előtte a nyugati kormányzóságok törzsei szabadítottak fel. Az ISIL 35 embert ejtett túszul al-Mahboubiyában, Hít közelében. December 13-án ellepték az ISIL emberei a várost, legalább 19 rendőrt megöltek, és sokakat a bázisukon tartottak fogva. Ezután nekiláttak annak az al-Wafa elfoglalásának, melyet pénteken kora reggel támadtak meg. Bár az iraki hadsereg megpróbálta ellenőrzésük alatt a várost, de a lőszerhiány miatt vissza kellett vonulniuk, és át kellett adniuk a területet. A kormány által fizetett szunnikkal megerősített rendőrök megpróbálták megakadályozni, hogy a milicisták átlépjék a homokhatárt, de mikor egy helyről többen sorozatlövést adtak le ellenük, rájöttek, hogy az ellenség túlerőben van. A város elestével Híttel és Kubaisával együtt már három, Ramáditól nyugatra fekvő város volt az ellenőrzésük alatt. A rendőröknek és az őket segítőknek vissza kellett húzódni egy, a város környékén lévő rendőrségi központba. A többieket az ISIL körülvette már. Szerdán az ISIL a környező városokban 21 szúni törzsi vezetőt elfogott, akiket pénteken kivégeztek. Erről helyi tisztviselők és törzstagok számoltak be szombaton.

### A harc folytatódik
December 16-án újabb támadást indított az ISIL Ramádi központja ellen. A szunnik segítségével a biztonsági erő aknavetőkkel és gépkarabélyokkal sikeresen visszaverték a támadást. A kormányzati erők is bevetettek HMMWV-ket a támadás során.
2014. december 17-én az iraki fegyvereseket kiképző amerikaiak is belekeveredtek az összetűzésekbe. Az iszlamisták megközelítették a bázist, hogy majd azt is elfoglalják, erre az amerikaiak tüzet nyitottak rájuk. Egy FA-18 segítségével távol tudták tartani a támadókat a bázistól. Al-Dolab régiójában, Ramáditól 90 km-re nyugatra is sikereket értek el a szövetségesek. Az egyik kórház sok olyan gyermek holttestét kapta meg, akiket az ISIL ölt meg, mialatt megpróbáltak al-Wafát elhagyni. Az ISIL harcosai körbe kerítették a Tharthar tó partján élő albu nimr törzset, így nekik a helyben megtermő növényeken kellett túlélniük.
2015. január 9-én a földi egységeket segítve két CF-188 Hornet sikeresen bombázott szét Ramádi környékén több, tankokat szállító, az ISIL-hez tartozó teherautót.
Január 21-én az irakiak visszaverték az ISIL következő Ramádi ellen mért támadását. A kormányerőknek a törzsiek valamint a koalíciós erők légi ereje segített a városközpont ostromában. A jelentések szerint az ISIL 48 harcosát elvesztette, 17-en közülük börtönbe kerültek, ezen kívül több járművet is szétlőttek.
Január 26-án az iraki erők újabb támadással próbálták meg bevenni Ramádi azon részeit, ahol még nem a kormányerők ellenőrizték a rendet. Faleh Al-Issawi, az Anbári Tanács elnökhelyettese szerint a hadművelet a középső és a keleti területek visszaszerzésére fog koncentrálni. Az iraki kormány szintén ideiglenes fegyverkezést jelentett be, hogy megtisztítsa a várost az ISIL katonáitól.
Március 11-én az Iszlám Állam erős támadást indított Ramádi még az iraki kormány kezén lévő területei ellen. Helyi idő szerint reggel 7 órakor az ISIL öngyilkos merénylőket küldött, hogy próbálják meg magukat a kormányerők közelében felrobbantani. Az autóba rejtett bombák 10 embert megöltek és 30-at megsebesítettek, de az iraki hadsereg még azelőtt megölte a teherautóban lévő merénylőket, hogy azok fel tudták volna robbantani a bombájukat.
Április 5-én az ISIL tűzkeresztjében lévő iraki erőket a RAF Tornado GR4 légi kísérete biztosította. Egy Paveway IV típusú radar irányította bombával sikerült hathatós csapást mérni a környékre.

### Az iraki hadsereg ellentámadása
Április 8-án az iraki hadsereg támadást indítottak, hogy az ISIL-től visszafoglalják a közelben fekvő Csarmá kerületet. Ennek következtében az Iszlám Állam a nyugati Anbár kormányzóságban 300 embert kivégzett. Egyes jelentések szerint 10 000 szunnita törzsbéli akart részt venni az anbári támadásban,. Még ezen a napon az irakiak támadást indítottak a Ramáditól keletre fekvő Sijariya területén is, hogy biztosítsa az összeköttetést a közeli Habbánijjai Légibázissal, és hogy meggyengítsék a Ramádi és Fallúdzsa körül egyre terebélyesedő dzsihádista területeket. A jelentések szerint az ISIL Sijariyából visszavonult.
Április 9-én a koalíció légi támadásában 13 felkelőt öltek meg Ramádi nyugati részén.
Április 12-én az ISIL az Al-Bofarj klán 35 tagját végezte ki.
Miután Ramáditól keletre az ISIL elfoglalta a Ramádi Gázműveket, a városban gáz- és olajhiány lépett fel.

### Ramádi eleste
Május 14-én az ISIL felfegyverzett buldózerekkel támadt a városra, és 10 öngyilkos merénylő segítségével bejutottak a város kapuján. Végül a rendőrkapitányságot, a kormányzati központot és a ramádi nagy mecsetet is elfoglalták. Május 16-án az iraki jelentések szerint az amerikai légi támadás hatására az iszlamisták kivonultak a kormányzati épületekből. A hivatalos hírek dacára mindezek ellenére az ISIL tovább folytatta az előrenyomulást, és május 17-én elfoglalta az utolsó körzetet, a déli "Mal'ab" területét is.
Május 17-én a jelentések arról szóltak, hogy Ramádi teljesen az ISIL ellenőrzése alá került, és felvételek készültek arról, mikor az iraki hadsereg, a vele szövetséges speciális egységek és az iraki kormány tisztviselői tankok kíséretében elhagyják a várost. Ezalatt 500 civil és biztonsági vesztette életét.
Mostani és leköszönt amerikai tisztviselők jelentése szerint az ISIL a támadás elején egy homokvihart használt ki, ami a terrorcsoport támadásának első óráiban nagyban hozzásegítette őket a kormányzati épületek megszerzéséhez. A vihar miatt az amerikai légierő nem tudott időben reagálni, és az időjárás lehetetlenné tette a légi támogatást. Az iraki hadsereg emiatt kényszerült a támadások hatására meghátrálni a városból. Az ISIL harcosai ugyanakkor ezzel egy időben autóba rejtett pokolgépeket robbantottak fel, valamint a városban és annak környékén összehangolt szárazföldi hadműveletekbe kezdett. Ennek az lett a végeredménye, hogy túlerőbe került az iraki hadsereggel szemben. Az egyik tisztviselő azt mondta, a vihar elmúltával már annyira mélyen folytak az összecsapások, hogy a levegőből nem lehetett megkülönböztetni, hol vannak az ISIL, és hol az ország katonái. Ekkorra a milicisták már olyan kedvező helyzetbe kerültek, hogy nem lehetett a harci viszonyokat megfordítani.

## Következmények
Az iraki kormány a síita milicistákat okolta a város eleste miatt. Körülbelül 3000 ilyen harcos gyűlt össze bevetésre készen május 19-én a várostól 20 km-re, a Habbaniyah katonai táborban. Az ISIL készült már Ramádi megvédésére, védelmi posztokat hoztak létre, és aknákat helyeztek el a város körül. A kormányhoz hű erők éjszaka megaadályozták az ISIL egyik, a várostól keletre tervezett támadását. Ugyanekkor az iraki kormány felhívással fordult a lakosság felé, melyben önkénteseket keresett az ISIL-lel szembeni harchoz és a város visszaszerzéséhez.
Május 22-én az ISIL elfoglalta a Ramáditól keletre fekvő Husaybaht is. Másnap az irakiak ellentámadásba lendültek, és a jelentések szerint a rendőrség épületét visszafoglalták.

## Támogatók
2014. november 23-án a Pentagon bejelentette, hogy szándékában áll az ISIL ellen harcoló törzsi erők támogatása. Többek között AK-47-es gépkarabélyokat, rakétavetőket és aknavetőket bocsátottak a rendelkezésükre. A tervek összköltsége 24 millió dollár volt, és része volt a kurd fegyveresek megsegítésének. Ugyanezen a napon az iraki miniszterelnök a törzsi seregek védelmét ellátó repülőflotta megerősítését és további fegyverek leszállítását kérte.
Miután az ISIL elfoglalta Ramádit, az USA Nemzetbiztonsági Tanácsa megfontolta szárazföldi erők megerősítését. Alistair Baskey szóvivő azt mondta az AFP francia hírügynökségnek, hogy a lehetséges javaslatok között van a törzsi erők kiképzésének és fegyverekkel való felszerelésének felgyorsítása, és egy Ramádi visszafoglalására irányuló, Irak vezette ellentámadás támogatása.